# Европско првенство у атлетици у дворани 1971 — бацање кугле за жене
Такмичење у бацању кугле у женској конкуренцији на другом Европском првенству у атлетици у дворани 1971. одржано је у Фестивалској дворани у Софији 13. марта.
Титулу освојену у Бечу 1970. одбранила је Надежда Чижова из Совјетзског савеза. Њен резултат од 19,70 метара нови је светски рекорд у бацању кугле у дворани за жене.

## Земље учеснице
Учествовало је 11 бацачица кугле из 8 земаља.
1. Бугарска (2)
2. Западна Немачка (1)
3. Источна Немачка (2)
4. Холандија (1)
5. Мађарска (1)
6. Пољска (1)
7. Румунија (1)
8. Совјетски Савез} (2)

## Рекорди
Извор:
| Рекорди пре почетка Европског првенства у дворани 1971. | Рекорди пре почетка Европског првенства у дворани 1971. | Рекорди пре почетка Европског првенства у дворани 1971. | Рекорди пре почетка Европског првенства у дворани 1971. | Рекорди пре почетка Европског првенства у дворани 1971. | Рекорди пре почетка Европског првенства у дворани 1971. |
| ------------------------------------------------------- | ------------------------------------------------------- | ------------------------------------------------------- | ------------------------------------------------------- | ------------------------------------------------------- | ------------------------------------------------------- |
| Светски рекорд                                          | Маргита Гумел                                           | Источна Немачка                                         | 19,54                                                   | Берлин, Источна Немачка                                 | 28. фебруар 1971.                                       |
| Европски рекорд                                         | Маргита Гумел                                           | Источна Немачка                                         | 19,54                                                   | Берлин, Источна Немачка                                 | 28. фебруар 1971.                                       |
| Рекорди европских првенстава                            | Надежда Чижова                                          | Совјетски Савез                                         | 18,60                                                   | Беч, Аустрија                                           | 15. март 1970.                                          |
| Рекорди после завршеног Европског првенства 1971.       |                                                         |                                                         |                                                         |                                                         |                                                         |
| Светски рекорд                                          | Надежда Чижова                                          | Совјетски Савез                                         | 19,70                                                   | Софија, Бугарска                                        | 13. март 1971.                                          |
| Европски рекорд                                         | Надежда Чижова                                          | Совјетски Савез                                         | 19,70                                                   | Софија, Бугарска                                        | 13. март 1971.                                          |
| Рекорди европских првенстава                            | Надежда Чижова                                          | Совјетски Савез                                         | 19,70                                                   | Софија, Бугарска                                        | 13. март 1971.                                          |

## Освајачи медаља
|                                |                               |                                  |
| Надежда Чижова Совјетски Савез | Маргита Гумел Источна Немачка | Антонина Иванова Совјетски Савез |

## Коначан пласман
Због малог броја такмичарки није било квалификација, па су све учествовале у финалу.

### Финале
Извор:
| Место | Атлетичарка        | Земља           | #1    | #2    | #3    | #4    | #5    | #6    | Резултат | Белешка             |
| ----- | ------------------ | --------------- | ----- | ----- | ----- | ----- | ----- | ----- | -------- | ------------------- |
|       | Надежда Чижова     | Совјетски Савез | 19,70 | -     | -     | 18,48 | -     | 18,57 | 19,70    | СРд, ЕРд, РЕПд, НРд |
|       | Маргита Гумел      | Источна Немачка | 19,14 | 19,50 | 19,45 | -     | -     | 19,13 | 19,50    |                     |
|       | Антонина Иванова   | Совјетски Савез | 18,21 |       | 18,69 | -     | -     | 18,20 | 18,69    |                     |
| 4.    | Маријане Адам      | Источна Немачка | 17,49 | 17,48 | 17,26 | 16,54 | 17,10 | 17,40 | 17,49    |                     |
| 5.    | Иванка Христова    | Бугарска        | 17,42 | 17,42 | -     | -     | 17,11 | 17,20 | 17,42    |                     |
| 6     | Ана Салеђан        | Румунија        | 15,63 | 15,51 | 16,43 | 16,27 | 16,13 |       | 16,43    |                     |
| 7     | Els van Noordym    | Холандија       |       |       |       |       |       |       | 16,22    |                     |
| 8     | Зигурн Кофинк      | Западна Немачка |       |       |       |       |       |       | 16,20    |                     |
| 9.    | Лудвига Шевињска   | Пољска          |       |       |       |       |       |       | 15,85    |                     |
| 10    | Ева Вереш          | Мађарска        |       |       |       |       |       |       | 14,98    |                     |
| 11.   | Радостина Васекова | Бугарска        |       |       |       |       |       |       | 14,70    |                     |

## Укупни биланс медаља у бацању кугле за жене после 2. Европског првенства у дворани 1970—1971.
|    | Земља           |   |   |   |   |
| -- | --------------- | - | - | - | - |
| 1. | Совјетски Савез | 2 | 0 | 1 | 3 |
| 2. | Источна Немачка | 0 | 2 | 1 | 1 |
|    | Укупно {2}      | 2 | 2 | 2 | 6 |

|    | Атлетичарка    | Земља           |   |   |   |   |
| -- | -------------- | --------------- | - | - | - | - |
| 1. | Надежда Чижова | Совјетски Савез | 2 | 0 | 0 | 2 |